# Deniz Menekse
Deniz Menekse (Norimberga, 31 maggio 1993) è un lottatore tedesco, specializzato nella lotta greco-romana.

## Biografia
Ha rappresentato la Germania agli europei di Vantaa 2014 dove si è piazzato quattordicesimo nel torneo dei 55 kg. Ai mondiali di Tashkent 2014 è stato estromesso dall'azero Taleh Məmmədov agli ottavi, dopo aver superato il moldavo Victor Ciobanu ai sedicesimi e si classificato undicesimo nella medesima categoria di peso. Lo stesso anno ha vinto la medaglia di bronzo ai |mondiali militari di Fort-Dix.
Ha fatto parte della spedizione tedesca ai I Giochi europei di Baku 2015 in cui è uscito dal tabellone principale per mano del bielorusso Soslan Daurov ai quarti, dove era giunto battendo il ceco Michal Novák al primo turno e il finlandese Jani Haapamäki agli ottavi; è stato definitivamente eliminato dal torneo del 59 kg al secondo turno dei ripescaggi dal francese Tarik Belmadani. Ai mondiali di Las Vegas 2015 ha superato il ceco Michal Novák ed è stato estromesso dal tabellone principale dal cubano Ismael Borrero, poi vincitore del torneo; ai ripescaggi ha perso contro lo statunitense Spenser Mango. Ai Giochi mondiali militari di Mungyeong dello stesso anno si è classificato sedicesimo. 
Ha partecipato al torneo dei 63 kg ai mondiali di Oslo 2021, dove ha eliminato schienandolo lo statunitense Sammy Jones ai sedicesimi ed è stato estromesso dal tabellone principale dall'iraniano Meisam Dalkhani e dai ripescaggi dall'ucraino Lenur Temirov.

## Palmarès
| Anno | Manifestazione           | Sede      | Evento | Risultato | Note |
| ---- | ------------------------ | --------- | ------ | --------- | ---- |
| 2009 | Europei cadetti          | Zrenjanin | 42 kg  | 7º        |      |
| 2010 | Europei junior           | Samokov   | 50 kg  | 8º        |      |
| 2010 | Europei cadetti          | Sarajevo  | 50 kg  | 8º        |      |
| 2011 | Europei junior           | Zrenjanin | 50 kg  | Bronzo    |      |
| 2011 | Mondiali junior          | Bucarest  | 55 kg  | 19º       |      |
| 2013 | Europei junior           | Skopje    | 60 kg  | Bronzo    |      |
| 2014 | Europei                  | Vantaa    | 59 kg  | 13º       |      |
| 2014 | Mondiali                 | Tashkent  | 55 kg  | 11º       |      |
| 2014 | Mondiali militari        | Fort-Dix  | 66 kg  | Bronzo    |      |
| 2015 | Giochi europei           | Baku      | 59 kg  | 7º        |      |
| 2015 | Mondiali                 | Las Vegas | 59 kg  | 12º       |      |
| 2015 | Giochi mondiali militari | Mungyeong | 66 kg  | 16º       |      |
| 2016 | Mondiali militari        | Skopje    | 66 kg  | 10º       |      |
| 2021 | Mondiali                 | Oslo      | 63 kg  | 8º        |      |